# Svjetionik Rampside
Navodeće svjetlo Rampside (eng. Rampside Leading Light), poznat i kao "Igla", je navodeće svjetlo (navigacijski svjetionik) smješteno u području Rampsidea, Barrow-in-Furness, Cumbria, Engleska. Izgrađen 1875. godine, jedini je preživjeli primjer 13 takvih svjetionika izgrađenih oko Barrow-a tijekom kasnog 19. stoljeća za pomoć brodovima pri ulasku u gradsku luku. Visok je 20 metara, a izrađen je od crvene i žute cigle. Svjetionik Rampside je zaštićen od 1991. godine.

## Vanjske poveznice
|  | Zajednički poslužitelj ima još gradiva o temi Svjetionik Rampside |

- Port Barrow